# Il terrore viene dal passato
Il terrore viene dal passato (The Intruder Within) è un film televisivo del 1981 diretto da Peter Carter.

## Trama
I tecnici dell'isolata piattaforma petrolifera Zortron 101, impegnata ad eseguire trivellazioni nei mari dell'Antartide in cerca di petrolio, rinvengono dalle profondità abissali delle uova appartenenti ad una creatura preistorica. Il geologo Scott ne provoca inavvertitamente la schiusura e la creatura fuoriuscita inizia a seminare morte e terrore tra gli occupanti della piattaforma.

## Distribuzione
Il film è stato trasmesso negli Stati Uniti sul canale ABC il 20 febbraio 1981.
In Italia venne trasmesso per la prima volta sul canale locale Video Delta - Rete 4 il 18 dicembre 1982. Successivamente, il 12 settembre 1985, venne ritrasmesso su Italia 1, in quello che è l'unico passaggio noto su un'emittente nazionale. Nell'aprile 1988 il film venne distribuito in VHS dalla De Laurentiis/Ricordi Video.